# Betrayed by a Handprint
Betrayed by a Handprint er en amerikansk stumfilm fra 1908 af D. W. Griffith.

## Medvirkende
- Florence Lawrence som Myrtle Vane
- Harry Solter som Mr. Wharton
- Linda Arvidson
- Kate Bruce som Mrs. Wharton
- Gene Gauntier